# Motaggsvamp
Motaggsvamp (Sarcodon squamosus) är en svamp som växer på marken i tallskog. Den bildar stora gråbruna fruktkroppar med breda, bruna fjäll på ovansidan och taggar under. Motaggsvampen är ätlig och används bland annat stekt eller i ättiksinläggning. Smaken är mild.
Från och med mitten av 1900-talet och fram till 1999 fördes motaggsvampen samman med fjällig taggsvamp (Sarcodon imbricatus). DNA-studier har dock visat att det rör sig om två skilda arter. Fjällig taggsvamp växer med gran. Till skillnad från fjällig taggsvamp är motaggsvamp användbar för att färga garn.
Motaggsvampen är i Sverige rödlistad i kategorin NT, nära hotad. Arten hotas av skogsbruk och tycks försvinna efter slutavverkning.